# Persányi Miklós
| Persányi Miklós                           | Persányi Miklós |
| Kattints az alábbi külső linkek egyikére! | Kattints az alábbi külső linkek egyikére!                                                                                                |
| ----------------------------------------- | --- |
| Nem található szabad kép.(?)              | |
| külső link · jogvédett                    | Az „ELTE Sikerek” előadássorozat következő előadója 2017. október 4-én Persányi Miklós, a Fővárosi Állat- és Növénykert főigazgatójaként |
| külső link · jogvédett                    | Persányi Miklós, a Fővárosi Állat- és Növénykert leköszönő főigazgatója (Fotó: MTI/Mohai Balázs) Menedzsment Fórum. 2020. február 21.    |

Persányi Miklós (Budapest, 1950. november 10. –) miniszter, állatkerti főigazgató, biológus. Az Állatorvostudományi Egyetem és a Magyar Agrár- és Élettudományi Egyetem címzetes tanára.

## Életpályája
Budapest VI. kerületében nőtt fel. Az általánost a VI. kerületi Labda utcai általános iskola orosz tagozatos osztályában végezte, 1965-ben. A III. kerületi Martos Flóra Gimnáziumban biológia-kémia tagozatos osztályban érettségizett. Gyerekkora óta az Állatkert igazgatója szeretett volna lenni.
Az Eötvös Loránd Tudományegyetem TTK-BTK biológia-népművelés szakán végzett, 1970–1975 között. Később, 1979–1981 között posztgraduális továbbképzésen vett részt a Gödöllői Agrártudományi Egyetem környezetvédelmi szakmérnöki szakán. 1990–91-ben az USA-beli Cornell Egyetem Hubert H. Humprey-ösztöndíjasa volt.
Első munkahelye 1974–1976 között az Óbudai Árpád Gimnázium volt, ahol biológiát tanított. A KISZ KB munkatársaként ifjúsági vezetők képzésében vett részt, beszédíróként is foglalkoztatták 1976–1983 között. 1983–1986 között a Magyar Tudományos Akadémia kutatója: kutatási területe a környezetpolitika, a zöld mozgalmak fejlődése. Az Országos Környezet- és Természetvédelmi Hivatalban (1986–1988), majd megalakulásakor a Környezetvédelmi és Vízgazdálkodási Minisztériumban tisztviselő (1988–1990).
1989–1991 között Környezet és Fejlődés című folyóirat, alapítója és főszerkesztője volt. 1991–1994 között a londoni székhelyű EBRD, környezetvédelmi főszakértője, a kelet-európai környezeti döntések demokratizálását szolgáló program elindítója, jelentős beruházások (például Magyarországon az M0, M1–M15 autópálya) környezeti hatásértékelője volt. 1994–2003 között Fővárosi Állat- és Növénykert főigazgatója volt. 1997–2000 között az Európai Állatkertek és Akváriumok Szövetségének alelnöke, 2003-as környezetvédelmi miniszteri kinevezéséig pedig elnöke. 2009-ben a szövetség titkárává választották. Kezdeményezésére hívták életre az EAZA Technikai Segítségnyújtás Bizottságát (Technical Assistance Committee), amely sokat tesz a kelet-európai és a közel-keleti állatkertek fejlesztéséért.
2003. május 19-től 2007. május 6-ig környezetvédelmi miniszter, majd környezetvédelmi és vízügyi miniszter volt. 2006-ban az SZDSZ országgyűlési képviselőjelöltje volt. 2007 májusától ismét a Fővárosi Állat- és Növénykert főigazgatója lett. Főigazgatói teendői mellett 2016 augusztusától a Liget-projekt miniszteri biztosa volt. Főigazgatói tisztségéről 2020. március 1-vel lemondott.  2020-ban ő lett az első, aki az EAZA szervezettől megkapta a tiszteletbeli tagságot és az életműdíjat is.

## Munkássága
Környezetvédelmi és vízügyi miniszter Medgyessy-, az első és a második Gyurcsány-kormányban. 2003 májusától 2007. május 6-áig látta el ezt a posztot. Persányi Miklós minisztersége idején:
- az árvizek ellen szervezetten és sikerrel védekeztek. Emlékezetes volt 2006. márciustól júniusig a rendkívüli dunai és tiszai árvíz elleni védekezés. Megtervezték az új Vásárhelyi Tervet, törvénybe iktatták, és elkezdték megvalósítását.

- maradéktalanul lekötötték az EU környezeti célú NFT I. támogatásait, elkezdődött több tucat nagy környezeti beruházás. A 2007–13 időszakra önálló Környezet és Energia Operatív Programot készítettek elő és indítottak el.

- az EU-csatlakozás minden követelményét teljesítették. Hatásos új gazdasági szabályozókat iktattak a jogrendszerbe (pl. talaj-, víz-, levegőterhelési díj), szigorították a környezetkárosítók és az állatkínzók büntetését, a termékdíj rendszert (italcsomagolásoknál darab alapúvá tették), kiterjesztették a környezeti felelősséget, megtörtént a környezetügyi közigazgatás reformja, integrálták és megerősítették a zöld hatóságokat, létrehozták a Környezetvédelmi, Természetvédelmi és Vízügyi Főfelügyelőséget, megalakították a Zöld Kommandó Akciók rendszerét.

- irányításával kijelölték a Natura 2000 hálózatot az ország területének 21%-án. A nemzeti parkokban látogatóbarát új szolgáltatásokat teremtettek, 6 új látogató központot építettek. Az agrár-környezetvédelmi támogatások hússzorosra növekedtek, az érintett terület 150 ezerről 1,5 millió hektárra. Védetté nyilvánították az első gombafajokat

- támogatásával GMO moratóriumot vezettek be, és szigorú együtt-termesztési törvényt alkottak, az EB-vel szemben Magyarország szavazást nyert az EU KV Tanácsban.

- az ENSZ Klímaváltozási Keretegyezmény elnöke volt 2003–2004-ben. Az MTA-val közösen 3 éves programot valósítottak meg a klímaváltozásról (VAHAVA). Bevezették az üvegházgázok hazai kereskedelmét.

Eredményesen lépett fel a Zengői radarállomás, az alpokaljai lignitbánya vagy Novo-Virje és Verespatak ügyeiben, megállapodásra jutott a megoldásról a Rába habzás és a német hulladékimport dolgában az osztrák és a német partnerrel. Romániával új határvízi egyezményt kötöttek, megalakult a Környezetvédelmi Vegyes Bizottság. Bős-Nagymarosról egyértelmű tárgyalási pozíciót alkottak. Csatlakoztunk Bálnavadászati Egyezményhez. Az EU bányászati hulladék direktívában elértük a ciánhasználat komoly szigorítását.

### Jelentősebb további eredményei
- a Balaton ügyeire átfogó kormányzati programot alkottak, javult a tó állapota, befejezték a szennyvíz körgyűjtő és a kerékpárút kiépítését,
- megoldották az Alsó-Szigetközben a vízpótlás évtizedes problémáját,
- felgyorsult a nagy szennyezett gócok kármentesítése: lásd nagytétényi Metallochemia, a budafoki barlanglakások, a pestlőrinci pakuratavak, a fűzfői Nitrokémia, Üröm-Csókavár,
- elvégezték az első azbesztmentesítéseket az országban: a tatabányai, budafoki és győri lakótelepeken,
- energiahatékonysági modell: épület korszerűsítés Dunaújvárosban 75% megtakarítással
- valamennyi nagy tüzelőberendezés és veszélyes hulladék égető kibocsátását az uniós határértékek alá szorították,
- korszerűsítették a Hulladékhasznosító Művet, megkezdődött a budapesti Központi Szennyvíztisztító építése, felgyorsultak a vidéki szennyvíz, hulladék, és ivóvíz-javító beruházások,
- megoldották az elektrohulladékok, gépkocsironcsok, elemek, gyógyszerek visszavételét,
- megkezdődött a szelektív hulladékgyűjtés Budapesten és elterjedt az országban.

## Művei
- Ember és környezet (szerkesztő, 1984)
- A környezetvédelmi, társadalmi aktivitás (1986)
- Közös jövőnk (szerkesztő, 1988)
- Kik a zöldek (1989)

## Díjai, elismerései
- A politikai tudományok kandidátusa (1986)
- Budapestért díj (1996)
- Fehér Rózsa-díj (1997)
- A Magyar Köztársasági Érdemrend középkeresztje (2002)
- Gyermekekért Díj
- Műemlékvédelemért Díj
- Podmaniczky-díj (1998)
- Klauzál Gábor-díj
- Zugló díszpolgára (2016)[8]
- EAZA tiszteletbeli tag (2020)[9]
- EAZA-életműdíj (2020)[9]